# Feldmoching-Hasenbergl
Feldmoching-Hasenbergl is een stadsdeel (Duits: Stadtbezirk) van de Duitse stad München, hoofdstad van de deelstaat Beieren.
Feldmoching-Hasenbergl ligt in het uiterste noorden van München. Het stadsdeel wordt ook aangeduid als Stadtbezirk 24. Feldmoching was tot 1 april 1938 een zelfstandige gemeente maar werd toen door München ingelijfd.
De westelijke grens wordt gevormd door de Dachauer Straße die daar onderdeel is van de B 304, in het oosten ligt Hasenbergl. De zuidelijke grens is het rangeerstation DB München Nord Rangierbahnhof. De noordelijke grens is de stadsgrens met de aangrenzende gemeenten Karlsfeld in Landkreis Dachau en Oberschleißheim in Landkreis München. De omliggende stadsdelen zijn in het oosten en zuidoosten Milbertshofen-Am Hart, in het zuiden Moosach en in het westen Allach-Untermenzing.
Eind 2018 woonden er in het 28,94 km² grote Stadtbezirk 61.774 inwoners. De belangrijkste woonkernen zijn Feldmoching, Lerchenau, Hasenbergl en Ludwigsfeld. Kleinere wijken die daar deel van uitmaken zijn Fasanerie, Feldmochinger Anger, Harthof en Lerchenauer See.
Feldmoching-Hasenbergl wordt ontsloten door het multimodaal station van Feldmoching gelegen aan de spoorlijn München - Regensburg en bediend door spoorlijn S1 van de S-Bahn van München en metrolijn U2 van de U-Bahn van München. Bijkomend ligt in het stadsdeel aan de spoorlijn iets zuidelijker ook het station München-Fasanerie. Aan de metrolijn ligt iets zuidelijker in het Stadtbezirk het metrostation Hasenbergl.
Allach-Untermenzing · 
Altstadt-Lehel · 
Au-Haidhausen · 
Aubing-Lochhausen-Langwied · 
Berg am Laim · 
Bogenhausen · 
Feldmoching-Hasenbergl · 
Hadern · 
Laim · 
Ludwigsvorstadt-Isarvorstadt · 
Maxvorstadt · 
Milbertshofen-Am Hart · 
Moosach · 
Neuhausen-Nymphenburg · 
Obergiesing-Fasangarten · 
Pasing-Obermenzing · 
Ramersdorf-Perlach · 
Schwabing-Freimann · 
Schwabing-West · 
Schwanthalerhöhe · 
Sendling · 
Sendling-Westpark · 
Thalkirchen-Obersendling-Forstenried-Fürstenried-Solln · 
Trudering-Riem · 
Untergiesing-Harlaching